# Michel-Rolph Trouillot
 (novembre 2022).
La mise en forme du texte ne suit pas les recommandations de Wikipédia : il faut le « wikifier ».
Les points d'amélioration suivants sont les cas les plus fréquents. Le détail des points à revoir est peut-être précisé sur la page de discussion.
- Les titres sont pré-formatés par le logiciel. Ils ne sont ni en capitales, ni en gras.
- Le texte ne doit pas être écrit en capitales (les noms de famille non plus), ni en gras, ni en italique, ni en « petit »…
- Le gras n'est utilisé que pour surligner le titre de l'article dans l'introduction, une seule fois.
- L'italique est rarement utilisé : mots en langue étrangère, titres d'œuvres, noms de bateaux, etc.
- Les citations ne sont pas en italique mais en corps de texte normal. Elles sont entourées par des guillemets français : « et ».
- Les listes à puces sont à éviter, des paragraphes rédigés étant largement préférés. Les tableaux sont à réserver à la présentation de données structurées (résultats, etc.).
- Les appels de note de bas de page (petits chiffres en exposant, introduits par l'outil «  Source ») sont à placer entre la fin de phrase et le point final[comme ça].
- Les liens internes (vers d'autres articles de Wikipédia) sont à choisir avec parcimonie. Créez des liens vers des articles approfondissant le sujet. Les termes génériques sans rapport avec le sujet sont à éviter, ainsi que les répétitions de liens vers un même terme.
- Les liens externes sont à placer uniquement dans une section « Liens externes », à la fin de l'article. Ces liens sont à choisir avec parcimonie suivant les règles définies. Si un lien sert de source à l'article, son insertion dans le texte est à faire par les notes de bas de page.
- La présentation des références doit suivre les conventions bibliographiques. Il est recommandé d'utiliser les modèles {{Ouvrage}}, {{Chapitre}}, {{Article}}, {{Lien web}} et/ou {{Bibliographie}}. Le mode d'édition visuel peut mettre en forme automatiquement les références.
- Insérer une infobox (cadre d'informations à droite) n'est pas obligatoire pour parachever la mise en page.

Pour une aide détaillée, merci de consulter Aide:Wikification.
Si vous pensez que ces points ont été résolus, vous pouvez retirer ce bandeau et améliorer la mise en forme d'un autre article.
Pour les articles homonymes, voir Trouillot.
Michel-Rolph Trouillot (1949-2012; PhD, Johns Hopkins, 1985) est un universitaire et un anthropologue haïtien. Il a été professeur d'anthropologie et de sciences sociales à l'Université de Chicago,.

## Biographie

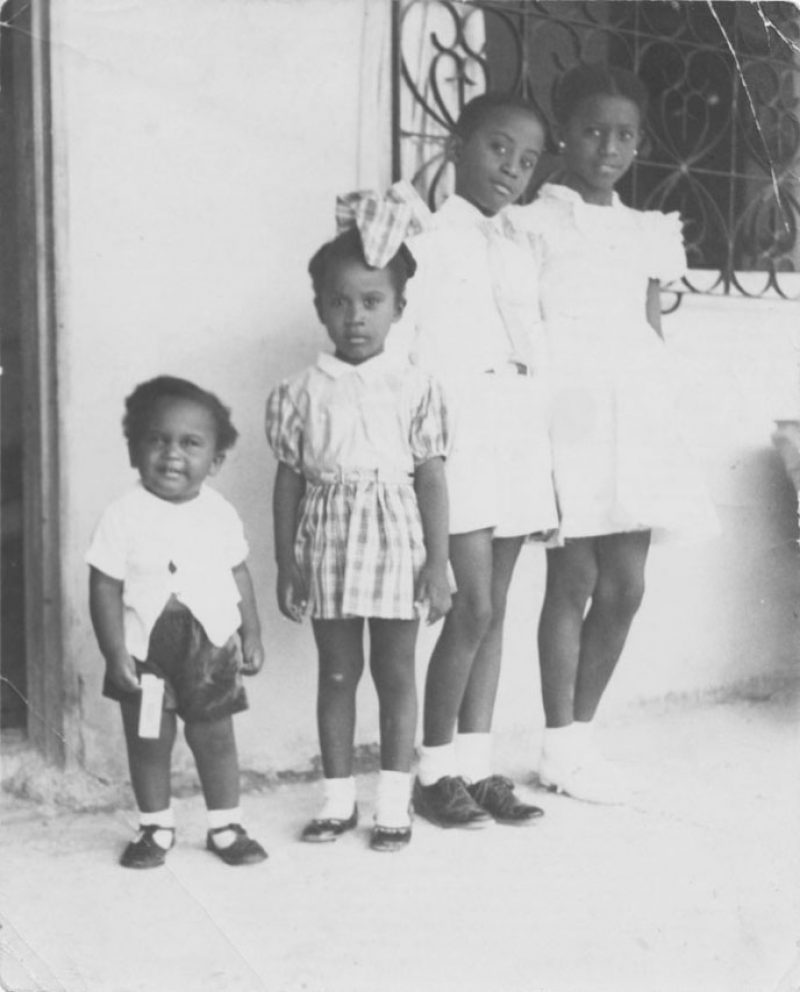
Les jeunes Trouillot

Michel-Rolph Trouillot(De son vrai nom) était le fils d'Ernest Trouillot et d'Anne-Marie Morisset, deux intellectuels noirs de Port-au-Prince. Son père était avocat et son oncle, Henock Trouillot, professeur (il a travaillé aux Archives nationales d'Haïti). Hénock était un influent historien « noiriste » et un romancier. Rolph a un frère, Lyonel Trouillot, écrivain, romancier et poète; ainsi que deux sœurs, Jocelyne Trouillot, devenue rectrice de l'Université Caraïbe à Port-au-Prince et auteure de livres pédagogiques et de livres de littérature pour la jeunesse, principalement en créole haïtien et Évelyne Trouillot, écrivaine, poète et romancière. 
Rolph fréquenta le Petit Séminaire Collège Saint-Martial, avant d'entrer à l'École normale supérieure. Cependant, face à la répression menée par le régime Duvalier en 1968, il se joignit à un exode massif d'étudiants qui trouv èrent refuge à New York.
En 2011, il a reçu le Frantz Fanon Life Time Achievement Award, décerné chaque année par l'Association philosophique des Caraïbes pour reconnaitre un travail d'un intérêt particulier sur la pensée des Caraïbes.
En 1977 a été publié son premier livre Ti dife boule sou Istwa Ayiti sur les origines de la révolution des esclaves d'Haïti. On l'a qualifié de « première monographie de la longueur du livre écrit en créole haïtien. ». En juillet 2012, les Presses de l'Université Caraïbe ont réimprimé cette œuvre magistrale. Pendant toute la durée de sa vie de travail Trouillot a présenté une façon de voir en anthropologie  et en sciences sociales, fondée sur une profonde connaissance historique et un examen empirique des sociétés caraïbes.
Il est mort le 5 juillet 2012.

## Œuvres choisies
- 1977 : Ti difé boulé sou Istoua Ayiti New York: Koléksion Lakansièl.
- 1988 : Peasants and Capital: Dominica in the World Economy Johns Hopkins University Press.
- 1990 : Haiti: State against Nation. The Origins and Legacy of Duvalierism Monthly Review Press.
- 1995 : Silencing the Past: Power and the Production of History Beacon Press.
- 2003 : Global Transformations: Anthropology and the Modern World Palgrave